# Joaquim Vilarnau i Dalmau
Joaquim Vilarnau i Dalmau (Manresa, 1966) és un periodista i escriptor català. Ha treballat a la televisió i la ràdio però és a la premsa escrita on ha desenvolupat la major part de la seva carrera. Especialitzat en temes culturals i, sobretot en els relacionats amb la música feta als Països Catalans.
Ha escrit als diaris Avui i El Punt, al setmanari El Temps, al bimensual Cavall Fort i a les revistes especialitzades Rockcol·lecció, Folc, Sons de la Mediterrània, Rock&Clàssic i, especialment, Enderrock, de la qual va ser director de redacció.
És autor dels llibres Carles Sabater. Boig per tu (Mina/Enderrock, 2005), Brams. Políticament incorrecte (Mina/Enderrock, 2005) (amb Carles Solà), Trencant el silenci. Els recitals de la Transició (Mina, 2006), 50 anys de Cançó. Els Setze Jutges, Raimon i els seus contemporanis (Cossetània /Enderrock, 2009), Terra i cultura. Premi Miquel Martí i Pol (Cossetània/Enderrock, 2010, 2011 i 2012) (amb Helena Morén Alegret), Antònia Font. Robots innocents (Cossetània/Enderrock, 2011) (amb Helena Morén Alegret) i Pep Sala. L'home de Sau (Cossetània /Enderrock, 2017). És autor dels textos dels 19 llibres-CD que van formar el col·leccionable La Nova Cançó (Ara Llibres/Picap) que es van distribuir amb el diari Avui. A més és el director de 13 dels volums. Igualment ha dirigit el col·leccionable El rock català (Ara Llibres/Picap) (12 llibres-CD) i és l'autor de 5 dels volums.
Ha estat el coordinador del disc Si véns amb mi. Homenatge a Lluís Llach (Picap, 2006) i l'ideòleg i coordinador del disc Història de Catalunya amb cançons 2.0 (Picap, 2009).
És membre del jurat dels Premis Ovidi des de l'any 2009, ha documentat (amb Maria Salicrú-Maltas) el documental La cançó censurada i ha estat comissari de l'exposició Calella Camping Rock. També ha estat guionista (amb Elisenda Soriguera) i ha fet les entrevistes al documental Les cançons del 68, produït pel Grup Enderrock.